# Vaughanella concinna
Vaughanella concinna is een rifkoralensoort uit de familie van de Caryophylliidae. De wetenschappelijke naam van de soort is voor het eerst geldig gepubliceerd in 1915 door Gravier.